# Triplax errans
Triplax errans är en skalbaggsart som beskrevs av Boyle 1956. Triplax errans ingår i släktet Triplax, och familjen trädsvampbaggar. Inga underarter finns listade i Catalogue of Life.